# Pan-STARRS
Pan-STARRS (forkortelse for: Panoramic Survey Telescope and Rapid Response System) er to teleskoper placeret ved Haleakala observatoriet på Hawaii. Teleskoperne undersøger kontinuerligt og systematisk, ved hjælp af computer sammenligninger, himmelrummet for objekter der bevæger sig i forhold til stjernerne. Formålet er at opdage endnu ukendte objekter der potentielt kan ramme Jorden. Der foretages også astrometriske og fotometriske målinger af allerede opdagede objekter.
Siden 2014 har Pan-STARRS årligt stået for opdagelsen af næsten halvdelen af alle nærjords-asteroider.
20°42′26.40″N 156°15′20.75″V / 20.7073333°N 156.2557639°V
| Astronomi | Spire Denne artikel om astronomi er en spire som bør udbygges. Du er velkommen til at hjælpe Wikipedia ved at udvide den. |